# Dżano Ananidze
Dżano Ananidze (gruz. ჯანო ანანიძე, ur. 10 października 1992 w Kobuleti) – gruziński piłkarz grający na pozycji lewego pomocnika. Od 2022 roku jest zawodnikiem klubu Dinamo Batumi.

## Kariera klubowa
Karierę piłkarską Ananidze rozpoczął w klubie Dinamo Tbilisi. W latach 2003–2005 był członkiem drużyny juniorów Dinama. Jeszcze w 2005 roku wyjechał na Ukrainę i został piłkarzem tamtejszego Dynama Kijów. Piłkarzem młodzieżowej drużyny z Kijowa był do 2007 roku.
W 2007 roku Ananidze został piłkarzem Spartaka Moskwa. Do 2009 roku grał w drużynie juniorów Spartaka, a przed sezonem 2009 awansował do pierwszego zespołu prowadzonego przez Walerija Karpina. Swój debiut w Spartaku zaliczył 15 lipca 2009 w meczu Pucharu Rosji z Kubaniem Krasnodar (2:1), w którym zdobył gola. Z kolei w rosyjskiej lidze swój debiut zanotował 1 sierpnia 2009 w wygranym 4:0 domowm spotkaniu z Kubaniem. 18 października 2009 w meczu z Lokomotiwem Moskwa (3:0) zdobył pierwszego gola w lidze, stając się najmłodszym w historii piłkarzem rosyjskiej Premier Ligi, który tego dokonał (liczył sobie wówczas 17 lat i 8 dni). W sezonie 2010 wywalczył miejsce w podstawowym składzie Spartaka. 
W 2013 roku Ananidze został wypożyczony do FK Rostów. Zadebiutował w nim 15 lipca 2013 w wygranym 2:1 domowym meczu z Achmatem Grozny. w sezonie 2013/2014 zdobył z Rostowem Puchar Rosji.
W 2014 roku Ananidze wrócił do Spartaka, z którym w sezonie 2016/2017 wywalczył mistrzostwo Rosji. W sezonie 2018/2019 był z niego wypożyczony do Krylji Sowietow Samara, w której zadebiutował 2 marca 2019 w zremisowanym 2:2 wyjazdowym meczu z Lokomotiwem Moskwa.
W 2020 roku Ananidze został piłkarzem cypryjskiego Anorthosisu Famagusta. Swój debiut w nim zaliczył 1 lutego 2020 w zwycięskim 3:0 domowym spotkaniu z Doksą Katokopia. Z Anorthosisem został mistrzem Cypru w 2020.
Latem 2020 Ananidze przeszedł do Rotoru Wołgograd, jednak nie rozegrał w nim żadnego meczu. W 2021 został zawodnikiem Dinama Tbilisi, a swój jedyny mecz w nim rozegrał 8 maja 2021 przeciwko Dinamu Batumi (0:1). Na początku 2022 przeszedł do Dinama Batumi.
| Sezon   | Klub                   | Kraj   | Rozgrywki                 | Mecze | Bramki |
| ------- | ---------------------- | ------ | ------------------------- | ----- | ------ |
| 2009    | Spartak Moskwa         | Rosja  | Priemjer-Liga             | 8     | 2      |
| 2010    | Spartak Moskwa         | Rosja  | Priemjer-Liga             | 23    | 2      |
| 2011/12 | Spartak Moskwa         | Rosja  | Priemjer-Liga             | 15    | 1      |
| 2012/13 | Spartak Moskwa         | Rosja  | Priemjer-Liga             | 15    | 3      |
| 2013/14 | FK Rostów              | Rosja  | Priemjer-Liga             | 22    | 3      |
| 2014/15 | Spartak Moskwa         | Rosja  | Priemjer-Liga             | 15    | 0      |
| 2015/16 | Spartak Moskwa         | Rosja  | Priemjer-Liga             | 11    | 0      |
| 2016/17 | Spartak Moskwa         | Rosja  | Priemjer-Liga             | 22    | 4      |
| 2017/18 | Spartak Moskwa         | Rosja  | Priemjer-Liga             | 6     | 0      |
| 2018/19 | Spartak Moskwa         | Rosja  | Priemjer-Liga             | 1     | 0      |
| 2018/19 | Krylja Sowietow Samara | Rosja  | Priemjer-Liga             | 8     | 1      |
| 2019/20 | Spartak Moskwa         | Rosja  | Priemjer-Liga             | 6     | 0      |
| 2019/20 | Anorthosis Famagusta   | Cypr   | Protathlima A’ Kategorias | 6     | 0      |
| 2020/21 | Rotor Wołgograd        | Rosja  | Priemjer-Liga             | 0     | 0      |
| 2021    | Dinamo Tbilisi         | Gruzja | Erownuli Liga             | 1     | 0      |

## Kariera reprezentacyjna
Ananidze w swojej karierze występował w juniorskich reprezentacjach Gruzji: U-16, U-17 i U-19. W 2009 roku zaczął występować w reprezentacji Gruzji U-21. 3 marca 2010 w spotkaniu eliminacji do Mistrzostw Europy U-21 2011 z Estonią (2:0) strzelił swojego pierwszego gola w międzynarodowych rozgrywkach.
W reprezentacji Gruzji Ananidze zadebiutował za kadencji selekcjonera Héctora Raúla Cúpera, 5 września 2009 roku w przegranym 0:2 meczu eliminacji do MŚ 2010 z Włochami.